# Брадфорд (Род-Айленд)
Брадфорд (англ. Bradford) — переписна місцевість (CDP) в США, в окрузі Вашингтон штату Род-Айленд. Населення — 1457 осіб (2020).

## Географія
Брадфорд розташований за координатами 41°23′40″ пн. ш. 71°45′11″ зх. д. / 41.39444° пн. ш. 71.75306° зх. д. (41.394469, -71.753161).  За даними Бюро перепису населення США в 2010 році переписна місцевість мала площу 4,76 км², з яких 4,72 км² — суходіл та 0,04 км² — водойми.

## Демографія
Згідно з переписом 2010 року, у переписній місцевості мешкало 1406 осіб у 492 домогосподарствах у складі 379 родин. Густота населення становила 295 осіб/км².  Було 541 помешкання (114/км²).
Расовий склад населення:
| - 93,0 % — білих - 2,4 % — корінних американців - 1,7 % — чорних або афроамериканців - 0,2 % — азіатів |

До двох чи більше рас належало 2,3 %. Частка іспаномовних становила 1,6 % від усіх жителів.
За віковим діапазоном населення розподілялося таким чином: 28,0 % — особи молодші 18 років, 63,3 % — особи у віці 18—64 років, 8,7 % — особи у віці 65 років та старші. Медіана віку мешканця становила 36,2 року. На 100 осіб жіночої статі у переписній місцевості припадало 97,2 чоловіків;  на 100 жінок у віці від 18 років та старших — 98,8 чоловіків також старших 18 років.
Середній дохід на одне домашнє господарство  становив 60 118 доларів США (медіана — 62 888), а середній дохід на одну сім'ю — 70 428 доларів (медіана — 75 956). За межею бідності перебувало 7,5 % осіб, у тому числі 0,0 % дітей у віці до 18 років та 12,5 % осіб у віці 65 років та старших.
Цивільне працевлаштоване населення становило 597 осіб. Основні галузі зайнятості: мистецтво, розваги та відпочинок — 26,8 %, освіта, охорона здоров'я та соціальна допомога — 26,1 %, виробництво — 22,6 %.